# Campeonato Paulista de Futebol de 2010
O Campeonato Paulista de Futebol de 2010 é realizado com duas divisões, ou seja; uma divisão com 3 Séries (A1-A2-A3), e uma divisão com 1 Série (B).

## Série A1

### Participantes
| Equipe      | Cidade              | Em 2009        | Técnico            | Estádio                   | Capacidade | Títulos (mais recente) |
| ----------- | ------------------- | -------------- | ------------------ | ------------------------- | ---------- | ---------------------- |
| Botafogo    | Ribeirão Preto      | 15º (Série A1) | José Galli Neto    | Santa Cruz                | 28.562     | 0 (não possui)         |
| Bragantino  | Bragança Paulista   | 10º (Série A1) | Marcelo Veiga      | Nabi Abi Chedid           | 13.212     | 1 (1990)               |
| Corinthians | São Paulo           | 1º (Série A1)  | Mano Menezes       | Pacaembu                  | 37.952     | 26 (2009)              |
| Ituano      | Itu                 | 13º (Série A1) | Mazola Júnior      | Novelli Júnior            | 16.405     | 1 (2002)               |
| Mirassol    | Mirassol            | 7º (Série A1)  | Pintado            | José Maria de Campos Maia | 14.534     | 0 (não possui)         |
| Mogi Mirim  | Mogi Mirim          | 16º (Série A1) | José Carlos Serrão | Papa João Paulo II        | 19.900     | 0 (não possui)         |
| Monte Azul  | Monte Azul Paulista | 1º (Série A2)  | Márcio Bittencourt | Ninho do Azulão           | 11.109     | 0 (não possui)         |
| Oeste       | Itápolis            | 14º (Série A1) | João Ricardo       | Amaros                    | 16.143     | 0(Não possui)          |
| Palmeiras   | São Paulo           | 3º (Série A1)  | Muricy Ramalho     | Palestra Itália           | 29.876     | 22 (2008)              |
| Paulista    | Jundiaí             | 12º (Série A1) | Wagner Lopes       | Jayme Cintra              | 14.771     | 1 Copa do Brasil 2005  |
| Ponte Preta | Campinas            | 9º (Série A1)  | Sérgio Guedes      | Moisés Lucarelli          | 19.728     | 0 (não possui)         |
| Portuguesa  | São Paulo           | 5º (Série A1)  | Vágner Benazzi     | Canindé                   | 21.004     | 3 (1973)               |
| Prudente    | Presidente Prudente | 8º (Série A1)  | Vinícius Eutrópio  | Prudentão                 | 44.414     | 0 (não possui)         |
| Rio Branco  | Americana           | 2º (Série A2)  | Ademir Fonseca     | Décio Vitta               | 12.765     | 0 (não possui)         |
| Rio Claro   | Rio Claro           | 3º (Série A2)  | Agnaldo Liz Souza  | Schmitão                  | 15.969     | 0 (não possui)         |
| Santo André | Santo André         | 6º (Série A1)  | Sérgio Soares      | Bruno José Daniel         | 15.157     | 0 (não possui)         |
| Santos      | Santos              | 2º (Série A1)  | Dorival Júnior     | Vila Belmiro              | 21.256     | 18 (2010)              |
| São Caetano | São Caetano do Sul  | 11º (Série A1) | Roberto Fonseca    | Anacleto Campanella       | 16.744     | 1 (2004)               |
| São Paulo   | São Paulo           | 4º (Série A1)  | Ricardo Gomes      | Morumbi                   | 67 428     | 20 (2005)              |
| Sertãozinho | Sertãozinho         | 4º (Série A2)  | Paulo Comelli      | Frederico Dalmaso         | 15.078     | 0 (não possui)         |

## Série A2

### Participantes
| Equipe            | Cidade                | Em 2009        | Estádio                    | Capacidade |
| ----------------- | --------------------- | -------------- | -------------------------- | ---------- |
| América           | São José do Rio Preto | 9º (Série A2)  | Benedito Teixeira          | 32.936     |
| Atlético Sorocaba | Sorocaba              | 15º (Série A2) | Walter Ribeiro             | 13.772     |
| Catanduvense      | Catanduva             | 14º (Série A2) | Sílvio Salles              | 16.738     |
| Flamengo          | Guarulhos             | 6º (Série A2)  | Antônio Soares de Oliveira | 6.675      |
| Grêmio Osasco     | Osasco                | 2º (Série A3)  | José Liberatti             | 11.682     |
| Guarani           | Campinas              | 19º (Série A1) | Brinco de Ouro             | 32.453     |
| Guaratinguetá     | Guaratinguetá         | 17º (Série A1) | Ninho da Garça             | 15.769     |
| Linense           | Lins                  | 16º (Série A2) | Gilberto Siqueira Lopes    | 16.374     |
| Marília           | Marília               | 18º (Série A1) | Abreuzão                   | 18.333     |
| Noroeste          | Bauru                 | 20º (Série A1) | Alfredo de Castilho        | 17.213     |
| Osvaldo Cruz      | Osvaldo Cruz          | 3º (Série A3)  | Breno Ribeiro do Val       | 13.478     |
| Pão de Açúcar     | São Paulo             | 4º (Série A3)  | Rua Javari                 | 4.004      |
| Rio Preto         | São José do Rio Preto | 13º (Série A2) | Rio Pretão                 | 19.994     |
| São Bento         | Sorocaba              | 12º (Série A2) | Walter Ribeiro             | 13.772     |
| São Bernardo      | São Bernardo do Campo | 10º (Série A2) | Primeiro de Maio           | 11.997     |
| São José          | São José dos Campos   | 5º (Série A2)  | Martins Pereira            | 16.723     |
| Taquaritinga      | Taquaritinga          | 8º (Série A2)  | Taquarão                   | 19.463     |
| União Barbarense  | Santa Bárbara d'Oeste | 11º (Série A2) | Antonio Lins R. Guimarães  | 15.010     |
| União São João    | Araras                | 7º (Série A2)  | Hermínio Ometto            | 15.881     |
| Votoraty          | Votorantim            | 1º (Série A3)  | Domenico Paolo Metidieri   | 10.003     |

## Série A3

### Participantes
| Equipe              | Cidade         | Em 2009        | Estádio                  | Capacidade |
| ------------------- | -------------- | -------------- | ------------------------ | ---------- |
| Atlético Araçatuba  | Araçatuba      | 2º (Série B)   | Ademar de Barros         | 18.125     |
| Bandeirante         | Birigui        | 14º (Série A3) | Pedro Berbel             | 17.444     |
| Barueri *           | Barueri        | 12º (Série A3) | Arena Barueri            | 16.419     |
| Batatais            | Batatais       | 13º (Série A3) | Oswaldo Scatena          | 8.540      |
| Comercial           | Ribeirão Preto | 18º (Série A2) | Palma Travassos          | 27.000     |
| Ferroviária         | Araraquara     | 20º (Série A2) | Fonte Luminosa           | 19.545     |
| Força               | Caieiras       | 16º (Série A3) | Carlos Ferracini         | 8.456      |
| Francana            | Franca         | 8º (Série A3)  | Lancha Filho             | 15.445     |
| Itapirense          | Itapira        | 5º (Série A3)  | Coronel Francisco Vieira | 5.340      |
| Juventus            | São Paulo      | 17º (Série A2) | Rua Javari               | 7.000      |
| Lemense             | Leme           | 3º (Série B)   | Bruno Lazzarini          | 6.747      |
| Olímpia             | Olímpia        | 9º (Série A3)  | Tereza Breda             | 17.324     |
| Palmeiras B         | São Paulo      | 11º (Série A3) | Palestra Itália          | 27.650     |
| Penapolense         | Penápolis      | 7º (Série A3)  | Tenente Carriço          | 5.717      |
| Portuguesa Santista | Santos         | 19º (Série A2) | Ulrico Mursa             | 10.000     |
| Red Bull Brasil     | Campinas       | 1º (Série B)   | Moisés Lucarelli         | 19.722     |
| São Carlos          | São Carlos     | 10º (Série A3) | Luís Augusto de Oliveira | 11.134     |
| Taubaté             | Taubaté        | 4º (Série B)   | Joaquim de Morais Filho  | 18.546     |
| XV de Jaú           | Jaú            | 15º (Série A3) | Zezinho Magalhães        | 12.314     |
| XV de Piracicaba    | Piracicaba     | 6º (Série A3)  | Barão de Serra Negra     | 18.000     |

[*] Em 2010, o Campinas Futebol Clube passa a se chamar Sport Club Barueri.

## Segunda Divisão

### Participantes
| Equipe              | Cidade                  |
| ------------------- | ----------------------- |
| Américo             | Américo Brasiliense     |
| Amparo              | Amparo                  |
| Assisense           | Assis                   |
| Atibaia             | Atibaia                 |
| Atlético Mogi       | Mogi das Cruzes         |
| Barretos            | Barretos                |
| Brasilis            | Águas de Lindóia        |
| Capivariano         | Capivari                |
| Desportivo Brasil   | Porto Feliz             |
| EC São Bernardo     | São Bernardo do Campo   |
| ECUS                | Suzano                  |
| Elosport            | Capão Bonito            |
| Fernandópolis       | Fernandópolis           |
| Guaçuano            | Mogi Guaçu              |
| Guariba             | Guariba                 |
| Guarulhos           | Guarulhos               |
| Ilha Solteira       | Ilha Solteira           |
| Independente        | Limeira                 |
| Inter de Bebedouro  | Bebedouro               |
| Inter de Limeira    | Limeira                 |
| Jabaquara           | Santos                  |
| Jacareí             | Jacareí                 |
| José Bonifácio      | José Bonifácio          |
| Joseense            | São José dos Campos     |
| Matonense           | Matão                   |
| Mauaense            | Mauá                    |
| Nacional            | São Paulo               |
| Olé Brasil          | Ribeirão Preto          |
| Palestra            | São Bernardo do Campo   |
| Palmeirinha         | Porto Ferreira          |
| Paulínia            | Paulínia                |
| Paulistinha         | São Carlos              |
| Presidente Prudente | Presidente Prudente     |
| Primavera           | Indaiatuba              |
| Primeira Camisa     | São José dos Campos     |
| Radium              | Mococa                  |
| Santacruzense       | Santa Cruz do Rio Pardo |
| São Vicente         | São Vicente             |
| SEV Hortolândia     | Hortolândia             |
| Sumaré              | Sumaré                  |
| Taboão da Serra     | Taboão da Serra         |
| Tupã                | Tupã                    |
| União Mogi          | Mogi das Cruzes         |
| União Suzano        | Suzano                  |
| Velo Clube          | Rio Claro               |
| Votuporanguense     | Votuporanga             |